# Tetrix serrifemora
Tetrix serrifemora är en insektsart som beskrevs av Zheng, Z. Tetrix serrifemora ingår i släktet Tetrix och familjen torngräshoppor. Inga underarter finns listade i Catalogue of Life.